# ジョン・グディソン
ジョン・ケネス・グディソン（John Kenneth Goodison、? - 1995年）は、イングランドのコヴェントリーに生まれ、ジョニー・B・グレイト (Johnny B. Great) としてデビューしたイングランドのロック・ミュージシャン、ソングライター、音楽プロデューサー。後にはビッグ・ジョンズ・ロックンロール・サーカス (Big John's Rock and Roll Circus) というプロジェクトのリードボーカリストとしてよく知られ、南アフリカではチャートの首位に立つヒットも出した。また、ピーター・シモンズ (Peter Simmons)、ピーター・サイモンズ (Peter Simons) といった変名で、ブラザーフッド・オブ・マンの楽曲作りに共作者として関わり、1970年代はじめの短期間にはトニー・バロウズに代わってブラザーフッドのメンバーとなったが、直後にグループは解散し、全く新しい編成に再編された。1975年には、ベイ・シティ・ローラーズの全英シングルチャート首位となった2枚目の楽曲「恋をちょっぴり (Give a Little Love)」をフィル・ワイマンと共作し、共同でプロデュースにもあたり、1988年にはステイタス・クォーのトップ40ヒット曲「フー・ゲッツ・ザ・ラヴ (Who Gets the Love?)」をピップ・ウィリアムスと共作した。
グディソンは、しばしば、ウォーカー・ブラザーズのツアー・メンバーを務めていた。また、かつてのCBSレコードで働いていたこともあり、ガンのアルバム「Race with the Devil」を録音した。

## ディスコグラフィ

### アルバム
- Big John's Rock 'n' Roll Circus (DJM, 1974) as Big John's Rock and Roll Circus[6]
- On the Road (DJM, 1977) as Big John's Rock and Roll Circus[7]

### シングル
- "Acapulco 1922" b/w "You'll Never Leave Him" (Decca, 1964) as Johnny B. Great[8]
- "Twenty Three" b/w "I Believe in You" (Prairie Records) as Big John
- "Rockin' in the USA" b/w "Love" as Big John's Rock and Roll Circus (1974)[9]
- "When Will You Be Mine" b/w "I'm In the Army Now" as Big John's Rock and Roll Circus (1975)[9]
- "Lady (Put the Light on Me)" as Big John's Rock and Roll Circus (1975)[9]  (covered by US group Brownsville Station in 1977)